# Szathmárnémethi Mihály (esperes)
Szathmárnémethi Mihály, névváltozat: Szathmár-Németi (Szatmárnémeti, 1638. szeptember 27. – Kolozsvár, 1689. május 25.) református esperes. Szathmárnémethi Sámuel bátyja.

## Életútja
Tanulmányait szülőhelyén kezdte, majd melyeket aztán Szatmárt, Debrecenben és Sárospatakon folytatta. Iskoláinak bevégeztével 1661-ben akadémiai rektor lett Tokajban. 1664. május 23-án a franekeri, 1665 tavaszán az utrechti, 1666. április 12-én a leideni egyetem hallgatói közé lépett. Hazájába visszatérve, 1667-ben rektor, 1670 második felében pedig Göncön lelkész lett. Innen 1672. január 20-án elűzték, így Debrecenbe menekült, ahol másfél évig a város jótékonysága tartotta fenn. 1673. március 14-én kolozsvári pappá választották, ugyanitt 1681 első felében esperes lett. Az 1682. évi zsinat az egyházkerület igazgatására rendelt tíztagú tanácsba őt is beválasztotta.

## Munkái
- Theses Philosophicae de Indespendente et Dependente. Sárospatak, 1661.
- Disputatio Theologica De Fide et Religione Ecclesiae Apostolico-Romanae. Ultrajecti, 1666.
- Disputatio Theologica De Salute In Ecclesia, & non extra Ecclesiam obtinenda. Lugduni Batav., 1666.
- Disputatio Theologica Analectorum Papisticorum. Uo. 1666.
- Theologia philosophiae domina seu disputationis theologicae demonstrantis philosophiam non posse esse scripturae interpretem. Franekerae, 1666. (Unicum a pápai ref. kollegium könyvtárában).
- Ugyanaz. Pars Altera. Uo. 1666. (Unicum a pápai ref. kollegium könyvtárában. A két munkát Szabó K. nem említi).
- Tyrocinium Hebraicum. Uo. 1667.
- Igazság próbaköve. Kolozsvár, 1669.
- Igazság próbakövének nyert pere. Sárospatak, 1669. (2. kiadás. Kolozsvár, 1672).
- Mennyei Tárház Kulcsa. Kolozsvár, 1673. (Imádságok. 1710-ig 10 kiadása jelent meg).
- Az Örökkévaló Egy Isteni Állatban lévő Három Személyeknek Mutato Tüköre. Uo. 1673.
- A Négy Evangelisták szerint való Dominica. Uo. 1675. (Prédikácziók).
- Dominica Catechetica, Sive Conciones Catecheticae secundum Catechesin Palatinam... Uo. 1677. (Ajánlólevele kiváló egyháztörténelmi becscsel bír).
- Sz. Dávid Psalteriuma, avagy A CL Soltároknak... magyarázattya... Uo. 1679. (Még két kiadása: Lőcse, 1680., 1685).
- Halotti Centuria, Az az Száz Halotti Prédikációk. Kolozsvár, 1683. (Uj czímlappal és ajánlólevéllel, de ugyanazon nyomású szöveggel. Uo. 1684. is megjelent).
- Dominicalis Praedikációk, Toldalékia. Uo. 1686.
- Szent Dávid Király és Prophétának hét penitentia tartó Soltáriból formált hét könyörgések... Lőcse, 1697.
- Evangeliumok Világos Tüköre. Hely és év n.

Üdvözlő verset írt: Eszéki István egyik értekezése mellé (1665) és Csuzi Cseh Jakab «Edom ostroma» elé (1682); gyászverset a Kovásznai Péter halálára (1673). Sok munkája maradt kéziratban.